# 능인중학교
능인중학교(能仁中學校)는 대한민국 대구광역시 수성구 지산동에 위치한 사립 중학교이다.

## 학교 연혁
- 1939년 10월 9일 : 오산불교 학교 설립인가 (5본산 사찰정재로 5년제, 5학급 편성)
- 1940년 2월 19일 : 초대 교장 김동화 취임
- 1945년 4월 1일 : 오산농림실수학교로 개편
- 1946년 1월 27일 : 능인중학교로 교명 개칭과 동시 4학급 편성 학칙변경 인가
- 1948년 8월 14일 : 802,780평으로 재단법인 능인학원 설립인가
- 1950년 7월 18일 : 대구시 남구 이천동 650 구교사 기와지붕 3층 22교실 준공(건평 292평3합, 연건평 604평3합)
- 1964년 2월 15일 : 재단법인 능인학원을 학교법인 능인학원으로 조직변경 인가
- 1986년 12월 27일 : 대구광역시 수성구 지산동 800번지 교사 신축이전 (보통교실 30실, 특별교실 및 관리실 44실의 5층건물 연건평 2,040평 및 강당 716평, 종교관 178평)
- 2003년 2월 10일 : 보통교실 10실 증축 및 급식소 신축
- 2009년 2월 11일 : 제68회 졸업식 거행(385명, 졸업생 총수 28,088명)
- 2014년 8월 14일 : 급식소 현대화시설 및 학생식당 증축
- 2019년 3월 1일 : 제26대 교장 정영채 취임
- 2022년 4월 8일 : 학교법인 능인학원 제24대 이사장 운봉 법광(雲峰 法光) 큰스님 취임

## 참고 자료
- 능인중학교 - 한국교육학술정보원 학교알리미